# Бдеян, Амаяк Гургенович
Бдеян Амаяк Гургенович (1925—2017) — советский и армянский художник и керамист, Народный художник Армянской ССР (1985).

## Биография
1925 — родился в городе Тбилиси.

1943—1945 — был призван в Советскую армию и воевал на фронтах Великой Отечественной войныДурян, Людвиг|.

1947 — поступил на факультет живописи Тбилисской Академии художеств.

1950 — перевелся на факультет керамики Тбилисской Академии художеств.

1957 — с отличием окончил факультет керамики Тбилисской Академии художеств. Первое участие в республиканской выставке.

1959 — переехал в Ереван. Поступил в экспериментальную керамическую лабораторию института искусств Академии наук Армянской ССР.

1961—1964 — преподавал в Ереванском художественном училище им. Ф. Терлемезяна.

1963 — работал главным художником Ереванского фаянсового завода, по его эскизам выпущено много новых художественных изделий.

1970 — преподает в Ереванском художественно-театральном институте.

1981 — по линии союза художников СССР на один месяц был отправлен в творческую командировку в Румынию. 

1987 — творческая поездка в Прибалтику, Дзинтари на 3 месяца. 

1991 — переехал с семьей в Париж.

1992 — с дочерью Каринэ Бдеян (Багдасарян) в Париже в галерее «Лесан» открыли выставку произведений, где была выставлена керамика, декоративные формы, скульптура, живопись и графика.

## Творчество
1960 — персональная выставка в Ереване, в Музее литературы и искусства.

1961 — оформление интерьера Матенадареана (книгохранилище древних армянских рукописей) свыше 40 работами. В 1977 г. в интерьере Матенадарана были установлены его скульптуры «Грич» и «Цахкох».

1961 — участвовал на выставке изобразительного искусства СССР в Италии с работами: «Лань» и «Кувшин с чашами».

1962 — участие на Международной выставке керамики в Праге, где работы были удостоены почетного диплома Всемирной Академии керамики.

1963 — участвовал в выставке прикладного искусства СССР в Сирии и Египте. 

1964 — участвовал на выставке прикладного искусства в Швейцарии.

1964 — участвовал на выставке прикладного искусства в Венгрии.

1965 — участвовал на IV Международной выставке керамики в Женеве, удостоился почетного диплома Союза художников СССР.

1966 — участвовал на выставке прикладного искусства СССР в Болгарии. Оформил Зимний сад Гос. Академического драматического театра им. Г. Сундукяна (архитектор Р. Аллахвердян). 

1967 — участвовал на выставке искусств Закавказья в Индии (Дели). Участвовал на выставке советского искусства в Румынии. Участвовал на международной выставке в Монреале «ЭКСПО-67». Участвовал на международной выставке в Дамаске.

1970 — оформил совместно с художником Давидом Ереванци интерьер и экстерьер вновь построенного Дома шахмат (архитектор Ж.Мещеряков) в Ереване.

1971 — участвовал на международной выставке в г. Валорис (Франция).

1972 — участвовал на международной выставке прикладного искусства СССР, организованной в Болгарии, Чехословакии и ГДР.

1973 — участие на Международной выставке керамики в Италии в г. Фаенца, где за 4 декоративные вазы был получен почетный диплом.

1974 — принимал участие в художественном оформлении кинотеатра «Россия» в Ереване.

1974—1975 — ездил в Швейцарию и ФРГ для участия на выставке армянского прикладного искусства. Работы Бдеяна А. Г. были выставлены в отдельном разделе.

1976 — участвовал на выставке прикладного искусства Армении, организованной в Венгрии (Будапешт).

1978 — участвовал на выставке армянского искусства в ФРГ.

1979 — установил четырёхметровую композицию «Дружба» на кольцевом бульваре в Ереване. 

1980 — оформил интерьеры и экстерьеры ВДНХ Армянской ССР: установлено около 15-ти работ декоративных форм из шамота разных размеров и тонов.

1984 — оформил 23-ю работами интерьер Дворца Молодёжи в Ереване.

1985 — в выставочном зале Союза Художников Армении открылась большая персональная выставка, где было выставлено свыше 100 произведений. Отделами были представлены творчество начала 60-х до 1985 года. Отделами чёрно-лащенная керамика из глины, шамотные декоративные формы, вазы, скульптуры разных фактур. Множество разных размеров блюд и вставок, покрытых эмалями, глазурями и солями с разными оттенками. На стенах живопись, графика и метровые фотографии монументальных произведений, связанные с архитектурой.

1994 — выставка работ в галерее «Гие» в Париже, с дочерью Каринэ Бдеян (Багдасарян). Представлены новая керамика, маски, скульптура женских фигур, отлитые в бронзе, графика и живопись.

1996 —персональная выставка в Париже в галерее «Гие» — керамика, скульптуры из бронзы, маски.

2000 — принимал участие на выставке в музее прикладного искусства Армении в Сардарапате 7 работами из тонированного шамота.

2002 — принимал участие на выставке, посвящённой «Дню Победы и освобождения Шуши», с 9-ю работами из шамота. 

2011 — участвовал на выставке с большими блюдами в керамике с росписью и патинированными шестью декоративными бронзовыми женскими фигурами в выставочном зале Союза Художников Армении в Ереване.

## Награды
1957 — принят в члены Союза художников Грузии.

1967 — присвоено звание заслуженного художника Армянской ССР.

1971 — удостоен диплома за успешное участие в работе международного симпозиума художников-керамистов в Вильнюсе.

1985 — Верховным Советом Армянской ССР присвоено почётное звание Народного художника Армянской ССР.

2016 — Медаль Мовсеса Хоренаци.